# Edukacja w Czechach
W Czechach system szkolny jest zdecentralizowany. Jego podstawę stanowi znowelizowane w 1995 prawo oświatowe, które gwarantuje autonomię szkół, bezpłatny i obligatoryjny charakter edukacji podstawowej, bezpłatne kształcenie na poziomie szkoły średniej i wyższej oraz prawo do tworzenia szkół wyznaniowych i prywatnych (w roku szkolnym 1995/1996 działało 39 placówek prywatnych i 16 wyznaniowych, co stanowi 1,3% wszystkich szkół). Na edukację przeznacza się 5,9% PKB (1995). Do przedszkoli uczęszcza 88% dzieci w odpowiednim wieku. 9-letnia obowiązkowa szkoła podstawowa (cz. zakladní škola), mająca 2 stopnie: pierwszy 5-letni i drugi 4-letni, dzieci rozpoczynają w niej naukę w 6. roku życia. Edukacją na poziomie podstawowym jest objętych 100% dzieci. W kształceniu na poziomie średnim bierze udział 92% młodzieży. Szkoły średnie dzielą się na:
- gimnazja (4-letnie na podbudowie szkoły podstawowej bądź 8-letnie na podbudowie szkoły podstawowej pierwszego stopnia)
- średnie szkoły zawodowe przygotowujące do matury i pracy zawodowej, w tym do studiów w ramach wyższych szkół zawodowych
- zasadnicze szkoły zawodowe (2-letnie)

Wśród Czechów powyżej 15. roku życia nie odnotowuje się analfabetyzmu.